# Afrocoelichneumon clavicornis
Afrocoelichneumon clavicornis är en stekelart som beskrevs av Heinrich 1967. Afrocoelichneumon clavicornis ingår i släktet Afrocoelichneumon och familjen brokparasitsteklar. Inga underarter finns listade i Catalogue of Life.